# Dentitegumia
Dentitegumia is een geslacht van vlinders van de familie snuitmotten (Pyralidae), uit de onderfamilie Phycitinae.

## Soorten
- D. afghanella Amsel, 1970
- D. comeella Amsel, 1961
- D. nigrigranella Ragonot, 1890